# Sandra Künzi

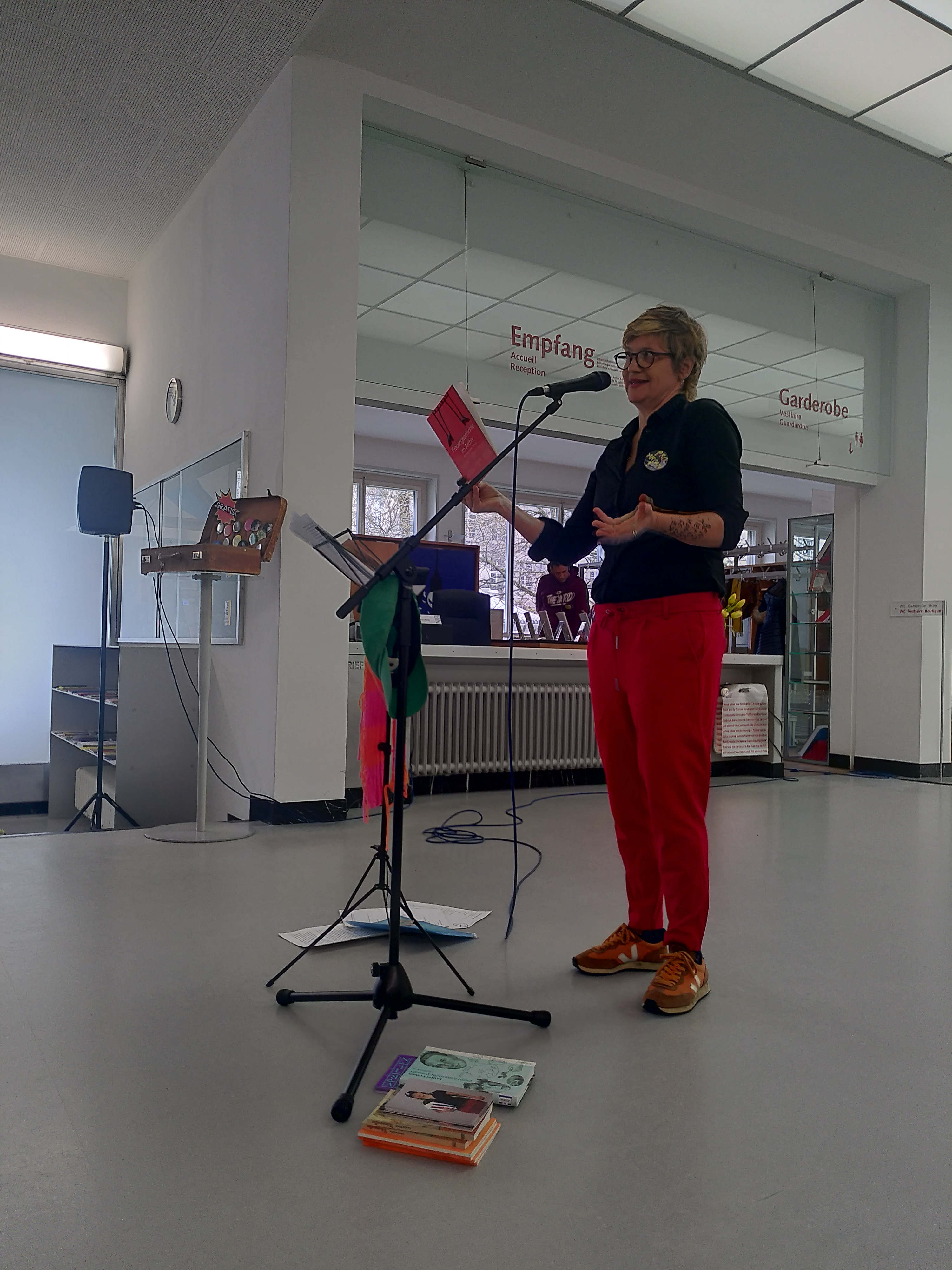
Sandra Künzi in der Schweizerischen Nationalbibliothek (2025)

Sandra Künzi (* 1969) ist eine Schweizer Autorin, Musikerin und Spoken-Word-Performerin.

## Werdegang
Künzi ist im Kanton Schwyz aufgewachsen. Sie studierte 1993 bis 2001 als Werkstudentin Jurisprudenz an den Universitäten Zürich, Hamburg und Bern. Studienbegleitend zeichnete sie Cartoons für die Zeitschrift Nebelspalter und arbeitete als Berufsschullehrerin. Sie arbeitete anschliessend zehn Jahre als Anwältin.
Sandra Künzi ist eine künstlerische Autodidaktin und orientiert sich am Punk. Sie schreibt und spricht über politische und gesellschaftliche Themen wie Lohngleichheit zwischen Frau und Mann, den Schweizer Landesstreik sowie über Alltagssituationen, die ins Absurde abdriften.
Künzi engagiert sich für feministische Anliegen. Sie ist Mitbegründerin der Autorinnenreihe Tittanic (seit 2005). Als Protest dagegen, dass die Literaturpreise meistens an Männer vergeben wurden, gründete sie 2007 mit anderen Berner Autorinnen den Verein Almösen. Seit 2014 organisiert und kuratiert sie das Berner Lesefest Aprillen.
Sandra Künzi arbeitet auch als Rundfunkautorin und war Gast im Radio.
Sie lebt in Bern und ist Mutter eines Sohnes.

## Werke
- «Mikronowellen», Verlag Der gesunde Menschenversand, Luzern 2013.
- «Jazzy», Theaterstück, 2011.
- «Frau Fröhlichs wundersame Reise» (Radio-Soap für DRS 2), 2010
- «The beast of Tittanic» (CD), 2009

## Auszeichnungen
- 2008 Literaturstipendiatin der Stadt Bern in Glasgow
- 2014 Auszeichnung Weiterschreiben der Stadt Bern[7]
- 2017 Schreibstipendium des Kantons Bern[8]